# Tușnad
Tușnad (en hongrois: Tusnád) est une commune roumaine du județ de Harghita, dans la région historique de Transylvanie. Elle est composée des trois villages suivants:
- Tușnad, siège de la commune
- Tușnadu Nou (Újtusnád)
- Vrabia (Csikverebes)

## Localisation
Tușnad est située à l'extrémité sud-est du comté de Harghita (à l'est de la Transylvanie, dans la dépression Ciuc) dans le Pays sicule (région ethno-culturelle et linguistique), sur les rives de la rivière de l'Olt, à 19 km de la ville de Miercurea Ciuc.

## Monuments et lieux touristiques
- L'église catholique du village de Tușnadu Nou (construite entre 1837-1897)[2]
- Château fort Vártetõ du village de Tușnad, XIIe et XIIIe siècles, monument historique
- Réserve naturelle Mlaștina Nádaș, village Tușnadu Nou, 4 ha
- Réserve naturelle Mlaștina Valea de Mijloc (village Tușnadu Nou), aire protégée avec une superficie de 4 ha
- Réserve naturelle Mlaștina Beneș (aire protégeé avec une superficie de 4 ha, village Vrabia)
- Rivière Olt